# Renzo Furlan
Renzo Furlan (Conegliano, 17 de maio de 1970) é um ex-tenista profissional italiano.